# Alue Abet
Alue Abet is een bestuurslaag in het regentschap Aceh Jaya van de provincie Atjeh, Indonesië. Alue Abet telt 85 inwoners (volkstelling 2010).